# Frederick Berkeley (5e comte de Berkeley)
Frederick Augustus Berkeley, 5e comte de Berkeley (24 mai 1745 - 8 août 1810) est un pair britannique.

## Biographie
Il est le fils aîné et l'héritier d'Augustus Berkeley (4e comte de Berkeley) et d'Elizabeth, fille de Henry Drax, de l'abbaye d'Ellerton, dans le Yorkshire. Il succède à son père comme comte et devient le 13e baron Berkeley en 1755.
En 1766, il est nommé Lord Lieutenant du Gloucestershire, Haut Commissaire de Gloucester, Constable de St Briavels et Directeur de la Forêt de Dean. Il sert comme colonel dans l'armée en 1779 et 1794.

## Mariage et descendance
Berkeley et Mary Cole (également connue sous le nom de Tudor), fille d'un publicain et boucher local, ont sept fils et cinq filles, mais la date litigieuse de leur mariage empêche leur aîné de lui succéder comme comte de Berkeley et baron Berkeley. Ils affirmèrent que le mariage avait eu lieu le 30 mars 1785, mais la première cérémonie dont il existe des preuves irréfutables est un mariage à Lambeth Church, Surrey, le 16 mai 1796, date à laquelle elle est enceinte de leur septième enfant,.
Il s'installe Berkeley Castle avec leur fils aîné, William Berkeley (1er comte FitzHardinge), mais la tentative de William d'assumer les honneurs de son père est désavouée par la Chambre des lords, qui le considère comme illégitime.
Les titres de Berkeley sont dévolus juridiquement à son cinquième, mais premier fils légitime, Thomas Morton Fitzhardinge Berkeley (1796-1882), mais n'ont jamais été utilisés par lui et il n'a pas siégé à la Chambre des lords. Selon le testament de son père, il aurait perdu son petit héritage s'il avait contesté les droits de son frère aîné,.
- William FitzHardinge Berkeley (1786–1857), créé baron Segrave de Berkeley Castle le 10 septembre 1831 et comte FitzHardinge le 17 août 1841 en compensation de la perte des titres de son père ; décédé célibataire ;
- L'amiral Maurice Berkeley (1er baron FitzHardinge) (1788–1867), officier de la Royal Navy, créé 1er baron FitzHarding de Bristol le 5 août 1861 après avoir tenté en vain de revendiquer la baronnie de Berkeley à la suite du décès de son frère ; il épouse Charlotte Lennox, fille de Charles Lennox (4e duc de Richmond) et ensuite Charlotte Reynolds-Moreton, fille de Thomas Reynolds-Moreton (1er comte de Ducie) ;
- Augustus FitzHardinge Berkeley (26 mars 1789 - 27 décembre 1872), marié en 1815 à Mary Dashwood-King, fille de John Dashwood-King (3e baronnet) ;
- Francis Henry FitzHardinge Berkeley (7 décembre 1794 - 10 mars 1870), homme politique ;
- Maria FitzHardinge Berkeley (2 avril 1790 - inhumée le 2 juin 1793), décédée jeune[4] ;
- Henrietta FitzHardinge Berkeley (13 juin 1793 - après 1819).

Nés après le mariage reconnu de 1796, :
- Thomas Moreton FitzHardinge Berkeley, de jure 6e comte de Berkeley (19 octobre 1796 - 27 août 1882), décédé célibataire ;
- George Charles Grantley Berkeley (10 février 1800 - 20 février 1881) ;
- Mary Henrietta FitzHardinge Berkeley (4 octobre 1801 - 19 novembre 1873), décédée non mariée ;
- Caroline FitzHardinge Berkeley (12 avril 1803 - 20 janvier 1886), a épousé James Maxse ;
- Craven Berkeley (en) (28 juillet 1805 - 1er juillet 1855), épouse d'abord Augusta St Paul en 1839, fille d'Horace St Paul, 1er baronnet, et a :
  - Louisa Milman, 15e baronne Berkeley ;
- Emily Elizabeth FitzHardinge Berkeley (30 avril 1807 - 30 mars 1895), épouse le capitaine Sydney Augustus Capel.